# Mar Vermelho
Mar Vermelho est une municipalité brésilienne dans l'État de l'Alagoas.